# Norm Higgins
Norm Higgins (eigentlich: Norman Higgins; * 18. November 1936) ist ein ehemaliger US-amerikanischer Marathonläufer.
1963 und 1965 gewann er den Western Hemisphere Marathon. 1966 wurde er Fünfter beim Boston-Marathon und als Sieger des Yonkers-Marathons US-amerikanischer Meister. 1971 gewann er den New-York-City-Marathon und wurde mit seiner persönlichen Bestzeit von 2:15:52 h Zweiter beim Western Hemisphere Marathon. 1972 wurde er Neunter beim US-Ausscheidungskampf für die Olympischen Spiele in München.
Nach seiner aktiven Karriere wurde er Trainer. Sein erfolgreichster Schützling war die Mittel- und Langstreckenläuferin Jan Merrill.
| Personendaten    | Personendaten                    |
| ---------------- | -------------------------------- |
| NAME             | Higgins, Norm                    |
| ALTERNATIVNAMEN  | Higgins, Norman                  |
| KURZBESCHREIBUNG | US-amerikanischer Marathonläufer |
| GEBURTSDATUM     | 18. November 1936                |